# Bure (Meuse)
Bure is een gemeente in het Franse departement Meuse (regio Grand Est) en telt 94 inwoners (2009). Op het grondgebied van de gemeente ligt het Meuse/Haute Marne Underground Research Laboratory voor ondergrondse opslag van radioactief afval.
De plaats maakt deel uit van het kanton Ligny-en-Barrois in het arrondissement Bar-le-Duc. Voor maart 2015 was het deel van het kanton Montiers-sur-Saulx, dat toen werd opgeheven.

## Geografie
De oppervlakte van Bure bedraagt 18,4 km², de bevolkingsdichtheid is dus 5,1 inwoners per km².

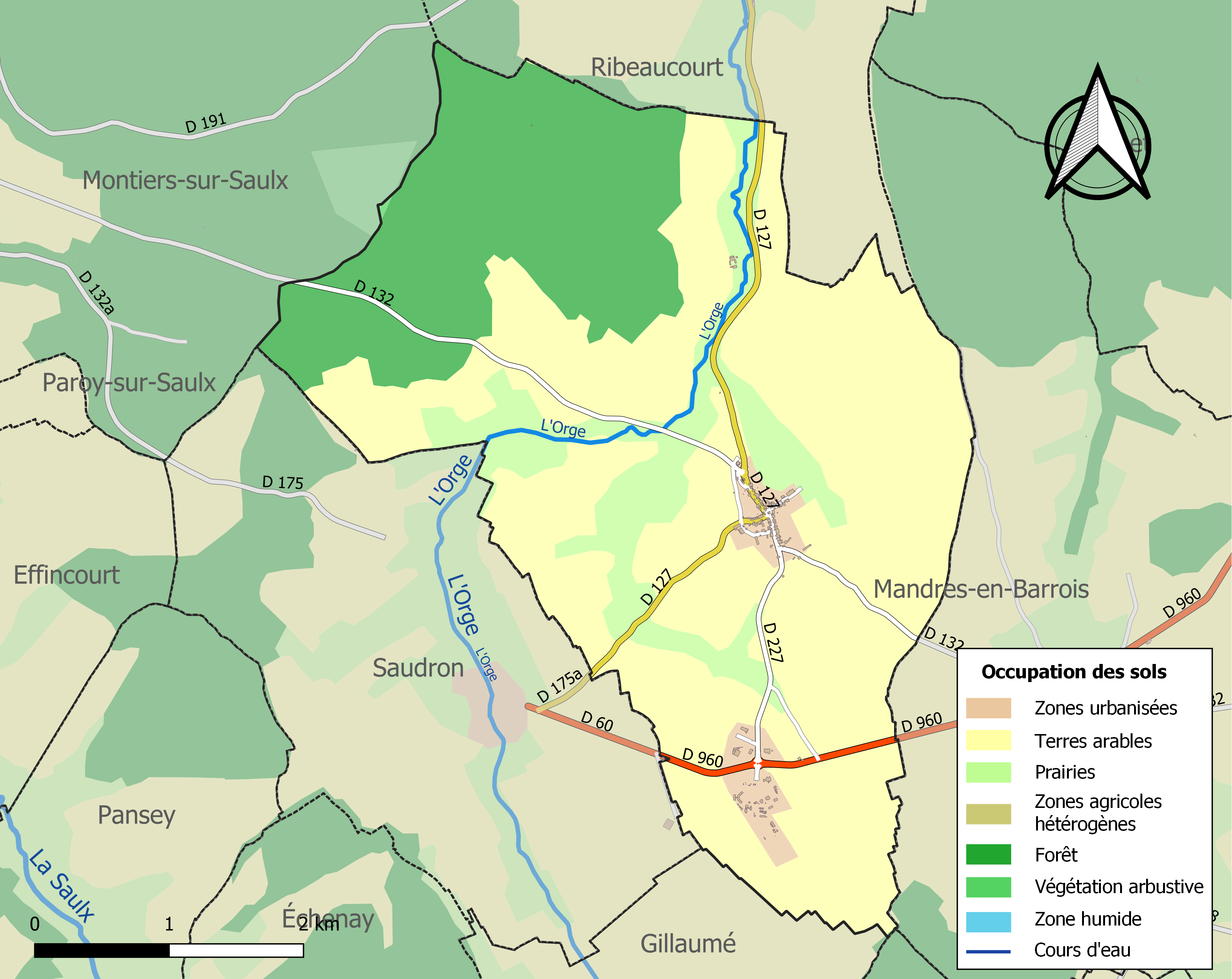
Kaart van de gemeente met de belangrijkste infrastructuur, bodemgebruik en omliggende gemeenten

## Demografie
Onderstaande figuur toont het verloop van het inwonertal (bron: INSEE-tellingen).

## Opslag radioactief materiaal
Ten zuiden van Bure wordt een ondergrondse opslagplaats gebouwd voor de langdurige opslag van radioactief materiaal. Twee putten geven toegang tot een stelsel van tunnels zo’n 500 meter onder het maaiveld. In 1991 werd een wet aangenomen waarin besloten was een onderzoeksprogramma om een oplossing te vinden voor de eindopslag van middel- en hoogradioactief afval. Het programma kwam onder leiding van L'Agence nationale pour la gestion des déchets radioactifs (ANDRA), een onderdeel van het Franse Commissariat à l'énergie atomique (CEA). In Bure werd een laag klei van de Callavo-Oxfordianformatie aangetroffen die geschikt zou zijn voor de opslag. Klei heeft als voordeel dat het weinig waterdoorlatend is zodat, eventueel besmet, grondwater zich moeizaam kan verspreiden. De radioactiviteit blijft daardoor voor langere tijd beperkt tot een zeer klein gebied rond de tunnels waarmee de opslag veilig zou zijn. In 2025 moet de opslagplaats in gebruik komen.
Abainville · Amanty · Badonvilliers-Gérauvilliers · Biencourt-sur-Orge · Bonnet · Le Bouchon-sur-Saulx · Brauvilliers · Bure · Chanteraine · Chassey-Beaupré · Couvertpuis · Dainville-Bertheléville · Dammarie-sur-Saulx · Delouze-Rosières · Demange-Baudignécourt · Fouchères-aux-Bois · Givrauval · Gondrecourt-le-Château · Hévilliers · Horville-en-Ornois · Houdelaincourt · Ligny-en-Barrois · Longeaux · Mandres-en-Barrois · Mauvages · Menaucourt · Ménil-sur-Saulx · Montiers-sur-Saulx · Morley · Naix-aux-Forges · Nantois · Ribeaucourt · Les Roises · Saint-Amand-sur-Ornain · Saint-Joire · Tréveray · Vaudeville-le-Haut · Villers-le-Sec · Vouthon-Bas · Vouthon-Haut